# Union européenne de tennis de table
Pour les articles homonymes, voir Union européenne (homonymie).
L'Union européenne de tennis de table, (en anglais European Table Tennis Union, en abrégé ETTU) est l'organisme affilié à la Fédération internationale de tennis de table qui gère le tennis de table au niveau européen.

## Histoire
Elle a été créé en 1957 à Vienne en Autriche afin d'organiser et de développer le tennis de table à l'échelle européenne. Elle organise les compétitions continentales comme les Championnats d'Europe de tennis de table ainsi que des compétitions interclubs comme la Ligue des Champions.
La Française Claude Bergeret, championne du monde 1977, en a été nommée vice-présidente en 2000.
Son siège déménage en 2012 de Schwechat en Autriche à Luxembourg au Luxembourg.
Stephano Bosi, en place depuis 1996, démissionne de son poste de président le 9 août 2013 à la suite d'une opposition avec le président de la fédération internationale, Adham Sharara. Le Néerlandais Ronald Kramer a été élu président de l'ETTU en octobre 2013  pour un mandat jusqu'en 2016. Il a été réélu pour quatre ans en 2016. En 2024, Pedro Moura a été élu pour 4 ans. Il prend la suite de Igor Levitin élu en 2020 qui s'est retiré à la suite de la guerre en Ukraine.

## Fédérations membres
Les 58 fédérations affiliés à l'ETTU en septembre 2022 :
- ALB - Albanian Table Tennis Federation
- AND - Fédéració Andorrana de Tenis de Taula
- ARM - Armenian Table Tennis Federation
- AUT - Österreichischer Tisch-Tennis Verband
- AZE - Azerbaijan Table Tennis Federation
- BLR - Belarus Table Tennis Federation (players and officials banned from events)
- BEL - Fédération Royale Belge de Tennis de Table
- BIH - Table Tennis Federation of Bosnia-Herzegovina
- BUL - Bulgarian Table Tennis Federation
- CRO - Croatian Table Tennis Association
- CYP - Cyprus Table Tennis Association
- CZE - Czech Table Tennis Association
- DEN - Danish Table Tennis Association
- ENG - Table Tennis England
- EST - Estonian Table Tennis Association
- FRO - Bordtennisamband Foroya
- FIN - Finnish Table Tennis Association
- FRA - Fédération française de tennis de table
- GEO - Table Tennis Federation of Georgia
- GER - Deutscher Tischtennis-Bund
- GIB - Gibraltar Table Tennis Association
- GRE - Hellenic Table Tennis Association
- GRL - Greenland Table Tennis Federation
- GGY - Guernsey Table Tennis Association
- HUN - Hungarian Table Tennis Association
- ISL - Icelandic Table Tennis Association
- IRL - Irish Table Tennis Association
- IMN - Isle of Man Table Tennis Association
- ISR - Israeli Table Tennis Association
- ITA - Italian Table Tennis Federation
- JEY - Jersey Table Tennis Association
- KOS - Table Tennis Federation of Kosovo
- LAT - Table Tennis Federation of Latvia
- LIE - Liechtensteiner Tischtennisverband
- LTU - Lithuanian Table Tennis Federation
- LUX - Fédération Luxembourgeoise de Tennis de Table
- MKD - Macedonian Table Tennis Association
- MLT - Malta Table Tennis Association
- MDA - Moldova Table Tennis Federation
- MON - Fédération Monégasque de Tennis de Table
- MNE - Table Tennis Association of Montenegro
- NED - Nederlandse Tafeltennisbond
- NOR - Norges Bordtennisforbund
- POL - Polish Table Tennis Federation
- POR - Federação Portuguesa de Ténis de Mesa
- ROU - Federația Română de Tenis de Masă
- RUS - Table Tennis Federation of Russia
- SMR - Federazione Sammarinese Tennistavolo
- SCO - Table Tennis Scotland
- SRB - Table Tennis Association of Serbia
- SVK - Slovak Table Tennis Association
- SLO - Slovenian Table Tennis Association
- ESP - Real Federación Espanola de Tenis de Mesa
- SWE - Swedish Table Tennis Association
- SUI - Swiss Table Tennis Federation
- TUR - Turkish Table Tennis Federation
- UKR - Ukraine Table Tennis Federation
- WAL - Table Tennis Association of Wales

## Compétitions
L'ETTU organise les compétitions suivantes : 

### Nations
- Championnats d'Europe – organisé depuis 1958 et chaque année depuis 2007 ; les principaux championnats continentaux proposent des épreuves simples, doubles et par équipes
- Top 16 – organisé chaque année depuis 1971 ; il réunit les 16 meilleurs joueurs européens, les trois premiers étant assurés d'une place à la Coupe du monde[11].
- Championnats d'Europe espoirs – nouvel événement pour les joueurs de moins de 21 ans, organisé pour la première fois en 2017
- Championnats d'Europe jeunes de tennis de table – organisé chaque année depuis 1955 ; les principaux championnats continentaux pour les joueurs juniors (moins de 18 ans) et cadets (moins de 15 ans)
- Top 10 jeunes – organisé chaque année depuis 1985 ; il réunit les 10 meilleurs joueurs juniors (moins de 19 ans) et les 10 meilleurs joueurs cadets (moins de 15 ans) d'Europe[12].
- Jeux européens – en association avec les Comités olympiques européens : épreuves individuelles et par équipes organisées dans le cadre des Jeux européens, tous les quatre ans à partir de 2015
- Tournoi européen de qualification olympique – organisé lors des années olympiques pour déterminer les qualifiés européens pour les épreuves simples des Jeux olympiques
- Championnats d'Europe des vétérans – organisés les années impaires depuis 1995, avec des compétitions dans huit catégories d'âge différentes
- Championnat d'Europe U13 depuis 2023[13].
- Coupe d'Europe des Nations – messieurs entre 1991 et 1998[14], dames entre 1994 et 2000[15].

### Clubs
- Ligue des champions – a remplacé la Coupe d'Europe des clubs champions (voir ci-dessous) comme la compétition internationale de clubs la plus importante en Europe ; la compétition masculine a lieu chaque année depuis 1998/99, tandis que la compétition féminine a lieu chaque année depuis 2005/06[16],[17].
- Coupe ETTU – la compétition internationale de clubs de deuxième niveau en Europe ; la compétition masculine a lieu chaque année depuis 1964/65, la compétition féminine débutant un an plus tard[18],[19].
- Coupe d'Europe des clubs champions (disparue) – ancienne compétition de clubs, remplacée par la Ligue des champions européenne ; la compétition masculine a eu lieu chaque année de 1960/61 à 2000/01, tandis que la compétition féminine a eu lieu chaque année de 1963/64 à 2004/05
- ETTU Europe Trophy est le troisième tournoi continental le plus important pour les clubs de tennis de table européen, après la Ligue des champions européenne et la Coupe ETTU depuis 2022.